# Xenia (pigenavn)
 For alternative betydninger, se Xenia. (Se også artikler, som begynder med Xenia)
Xenia er et pigenavn med oprindelse i det græske ξενία, der betyder "tjenerinde" eller "gæstfrihed". Varianter af navnet er Xena, Ksenia, Kseniya og Ksenija. Navnet er ikke specielt almindeligt i Danmark, hvor 756 personer bar et af navnene i 2017 (660 hed Xenia).

## Kendte personer med navnet
- Xenia Alexandrovna, russisk storfyrstinde.
- Xenia Lach-Nielsen, dansk skuespiller.

## Navnet anvendt i fiktion
- Xenia Onatopp er en person i James Bond-filmen GoldenEye (1995); hun spilles af Famke Janssen